# 페르낭 펠루티에

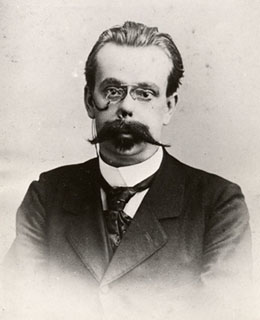

페르낭 레온스에밀 펠루티에(프랑스어: Fernand-Léonce-Émile Pelloutier: 1867년 10월 1일 파리-1901년 3월 13일 세브르)는 프랑스의 아나키스트, 생디칼리스트다.
1895년부터 1901년까지 프랑스 각지의 노동거래소의 연맹체인 노동거래소연맹(Fédération des Bourses de travail) 총재를 역임했다. 이 조직은 펠루티에 사후 일반노동총연맹(CGT)과 합병했다.
펠루티에는 19세기 말엽에 등장한 혁명적 생디칼리슴 운동에 특별히 중요한 영향을 미쳤다.